# جاك هيريك
جاك هيريك (بالإنجليزية: Jack Herrick)‏ هو شخصية أعمال ومهندس أمريكي، ولد في 2 يونيو 1969 في بالو ألتو في الولايات المتحدة.